# گورانسراب
گورانسَراب روستایی است از توابع دهستان خانندبیل شرقی در بخش مرکزی شهرستان خلخال در استان اردبیل ایران.

## جمعیت
طبق آمار سال ۱۳۸۵ این روستا دارای ۱۹۸ خانوار و بیش از ۹۴۷ نفر جمعیت بوده‌است. به نظر می‌رسد اکنون این روستا دارای ۲۴۰ خانوار و بیش از ۱۲۰۰ نفر جمعیت می‌باشد.

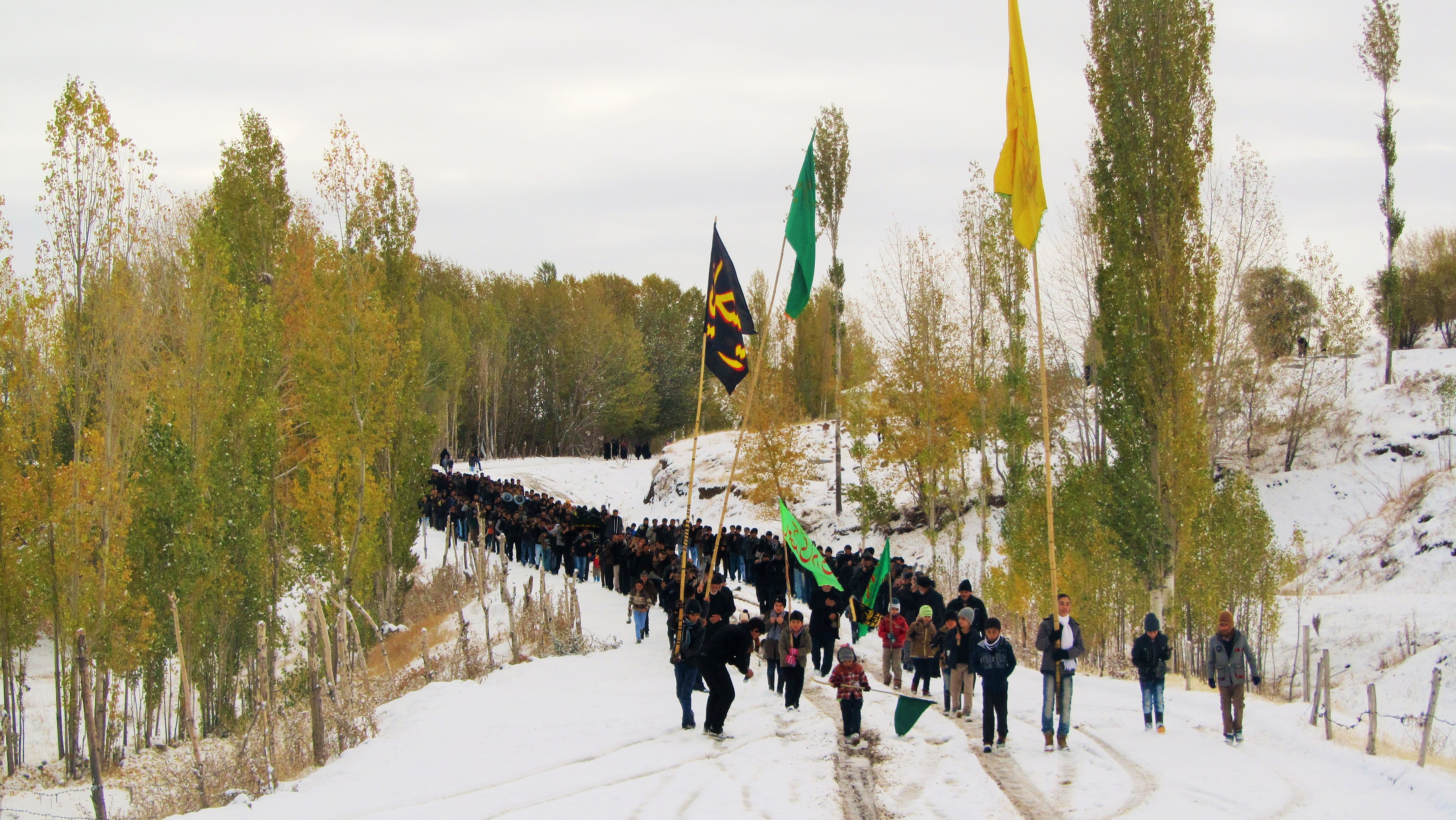
محرم 1393 روستای گورانسراب

## موقعیت
گورانسراب در فاصلهٔ شش کیلومتری غرب شهر خلخال قرار دارد. از لحاظ موقعیت در منطقه کوهستانی و در دامنه کوههای گنج و کوه شفا قرار گرفته و دارای تابستانهای گرم و زمستانهای سرد است.
جاده ارتباطی آن آسفالت است.

## مشخصات روستایی
شغل اکثر اهالی کشاورزی و دامداری بوده و محصولات جالیزی آن نظیر خیار و گرمک و کمبزه (خیرچا) زبانزد منطقه می‌باشد، از سایر محصولات می‌توان به گندم، جو و بعضی از حبوبات مثل لوبیا و عدس اشاره کرد.
به جهت کارهای فصلی کشاورزی، بیشتر اهالی در ماههای نیمه دوم سال به‌استان گیلان و سایر شهرهای کشور جهت کار و فعالیت عزیمت می‌کنند.این روستا تا امروز فاقد آب آشامیدنی لوله کشی می‌باشد و آب شرب اهالی بسیار آلوده می‌باشد آب مصرفی اهالی از چاههایی که هر کس در کنار منزل کنده است تأمین می‌شود. هنوز که هنوز است تنها 20 درصد از طرح هادی آن اجرا شده‌است
هم اکنون تعداد ۳ مدرسه مستقل در روستا وجود دارد که بعلت تعداد کم دانش آموز فقط از یک آموزشگاه استفاده می‌شود.
دارای یک مسجد بوده که بنام مسجد جامع معروف است و همه مراسم مذهبی وایام الله در آن مسجد اجرا می‌شود.
از افتخارات این روستا تقدیم ۱۲ شهید بزرگوار دهها جانباز و چندین آزاده به انقلاب اسلامی در دوران دفاع مقدس می‌باشد.

## پیشینه
فرهنگ جغرافیایی ایران ج ۴ می‌نویسد:

گورانسراب دهی است از دهستان خان اندبیل بخش مرکزی شهرستان هروآباد واقع در ۶ هزارگزی باختری هروآباد و یک هزارگزی شوسه هروآباد به میانه. کوهستانی و سردسیر است. سکنه آن ۵۵۹ تن است. آب آن از سه رشته چشمه تأمین می‌شود. محصول آن غلات و حبوب و شغل اهالی زراعت و گله داری و صنایع دستی آنان جاجیم بافی وراه آن مالرو است.
این روستا دارای پیشینه تاریخی دیرینه‌ای می‌باشد و از جمله آثار باستانی ثبت شده آن که متأسفانه هنوز هم مورد بررسی و پیگیری قرار نگرفته و شهرت دارند می‌توان به هفت تپه اشاره نمود.
محل: استان اردبیل- شهرستان خلخال نشانی فعلی: شهرستان خلخال - بخش مرکزی - دهستان خانندبیل شرقی - ۲ کیلومتری شمال غربی روستای گورانسراب دوران: هزاره ۱ ق. م- تاریخی-اسلامی نوع: تپه - تپه تاریخ ثبت ملی:۱۳۸۲/۰۳/۱۰شماره ثبت ملی:۸۸۸۷کد اثر:۱۹۴۳۲